# 폴라푄크
폴라푕크(아이슬란드어: Pollapönk)는 아이슬란드의 동요 전문 밴드이며, 유로비전 송 콘테스트 2014에서 "Enga fordóma"라는 곡으로 아이슬란드를 대표 할 예정이다.

## 구성원
- 헤이다르 외른 크리스티아안손 (Heiðar Örn Kristjánsson)
- 하랄뒤르 프레이르 기슬라손 (Haraldur Freyr Gíslason)
- 귀드니 소라린 핀손 (Guðni Þórarinn Finnsson)
- 아르나르 소르 기슬라손 (Arnar Þór Gíslason)

1. ↑  http://www.eurovision.tv/page/news?id=iceland_and_the_winner_is_pollapoenk, Eurovision.tv에서 2014년 2월 23일 확인